# Feuersteg

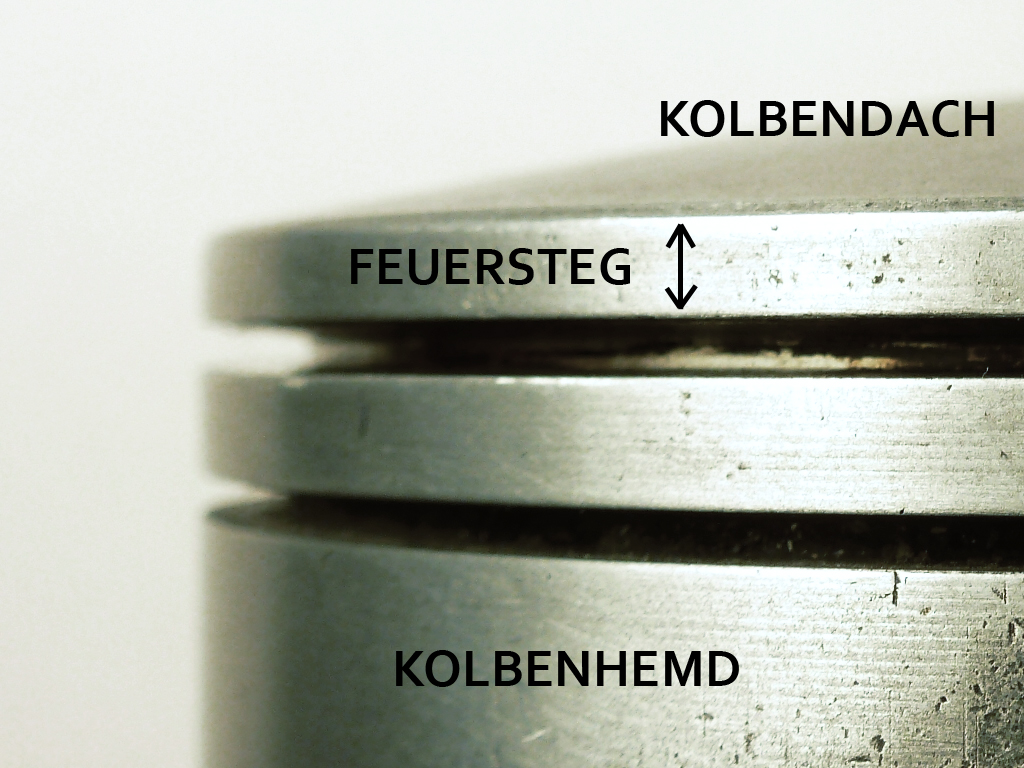
Feuersteg, Kolbendach und Kolbenhemd an einem Kolben

Der Feuersteg befindet sich bei Kolben in Verbrennungsmotoren an der obersten Kolbenlauffläche zwischen Kolbenboden und dem ersten Kolbenring. Zusammen mit den weiteren Nuten und Ringstegen bildet er die sogenannte Ringpartie, deren Aufgabe es ist, den variablen Arbeitsraum vom Triebwerksraum abzugrenzen. Der Feuersteg ist den heißen, korrosiven Verbrennungsgasen direkt ausgesetzt, berührt aber im normalen Betrieb die Zylinderlauffläche nicht oder nur selten. Der Verschleiß ist daher eher gering und beschränkt sich in der Regel auf die Nutflanke. Seine Aufgabe ist auch, die Ringpartie vor der unmittelbaren Einwirkung der Verbrennungsgase zu schützen. Dabei muss aber ein gewisser Gasdruck am ersten Ring erhalten bleiben, denn dadurch wird der Ring an die Zylinderlauffläche gepresst.